# 丸柱村
丸柱村（まるばしらむら）は三重県阿山郡にあった村。現在の伊賀市の北西部、国道422号沿線にあたる。

## 地理
- 河川：仏子川

## 歴史
- 1889年（明治22年）4月1日 - 町村制の施行により、丸柱村・比曽河内村・音羽村の区域をもって阿拝郡丸柱村が発足。
- 1896年（明治29年）4月1日 - 所属郡が阿山郡に変更。
- 1955年（昭和30年）2月1日 - 分割により丸柱村廃止。
  - 大字丸柱・音羽が阿山村と合併し、改めて阿山村が発足。
  - 大字比曽河内が上野市に編入。